# Kanton Halle (Departement der Leine)
Der Kanton Halle bestand von 1807 bis 1810 im Distrikt Einbeck (Departement der Leine, Königreich Westphalen) und wurde durch das Königliche Decret vom 24. Dezember 1807 gebildet. Halle war von Umstruktierungen zur endgültigen Festsetzung des Zustands der Gemeinden im Departement der Leine vom 16. Juni 1809 betroffen. Nach diesem Dekret wurde die Munizipaleinteilung in der unten stehenden Weise neu organisiert. Im Jahr 1810 wurde der Kanton aufgelöst.

## Gemeinden
- Halle (zuvor Fürstentum Braunschweig-Wolfenbüttel) mit Linse und Thran
- Daspe, Kreibke und Wegensen
- Heyen, Harderode, Bremke, Dohnsen, Bisperode, Bessingen, Hunzen, Tuchtfeld

ab 1809
- Halle, Linse, Thran und Tuchtfeld
- Dohnsen, Wegensen und Hunzen
- Bremke und Harderode
- Bisperode Bessingen und Neuhaus
- Heyen und Daspe

Die Orte gingen 1811 in Kantonen der benachbarten Distrikte Höxter und Rinteln auf.